# Buddelundiella sporadica
Buddelundiella sporadica is een pissebed uit de familie Buddelundiellidae. De wetenschappelijke naam van de soort is voor het eerst geldig gepubliceerd in 1981 door Schmalfuss.